# ادوخلف (إيمي نتليت)
ادوخلف هي إحدى مشيخات المملكة المغربية، تتبع جغرافيا لإقليم الصويرة وإداريًا لإيمي نتليت. يقدر عدد سكانها بـ 3232 نسمة حسب الإحصاء الرسمي للسكان والسكنى لسنة 2004.